# Glen Head
Glen Head és una concentració de població designada pel cens dels Estats Units a l'estat de Nova York. Segons el cens del 2000 tenia 4.625 habitants.

## Demografia
Segons el cens del 2000, Glen Head tenia 4.625 habitants, 1.681 habitatges, i 1.314 famílies. La densitat de població era de 1.109,1 habitants/km².
Dels 1.681 habitatges en un 34% hi vivien nens de menys de 18 anys, en un 65% hi vivien parelles casades, en un 9,8% dones solteres, i en un 21,8% no eren unitats familiars. En el 18% dels habitatges hi vivien persones soles el 9% de les quals corresponia a persones de 65 anys o més que vivien soles. El nombre mitjà de persones vivint en cada habitatge era de 2,75 i el nombre mitjà de persones que vivien en cada família era de 3,12.
Per edats la població es repartia de la següent manera: un 23,9% tenia menys de 18 anys, un 5,3% entre 18 i 24, un 26,9% entre 25 i 44, un 27,1% de 45 a 60 i un 16,9% 65 anys o més.
L'edat mediana era de 42 anys. Per cada 100 dones de 18 o més anys hi havia 89,3 homes.
La renda mediana per habitatge era de 74.453 $ i la renda mediana per família de 83.048 $. Els homes tenien una renda mediana de 56.469 $ mentre que les dones 40.909 $. La renda per capita de la població era de 37.425 $. Entorn de l'1,4% de les famílies i el 2,4% de la població estaven per davall del llindar de pobresa.